# Рефлексология
Рефлексологията (също зонова терапия) e подход в алтернативната медицина, основаващ се на концепцията на картите за натиск (рефлексологични карти), които наподобяват формата на човешкото тяло и се намират на ходилата, дланите и ушните миди. Това включва прилагането на натиск върху конкретни точки с палец или други пръсти, както и масажни техники без употребата на лосион. Според тази псеводнаучна система всичко в тялото – от горе до долу, отпред и отзад, има съответна рефлексна точка на стъпалата, дланите и ушите и прилагането на зонова терапия върху някоя от тези отдалечени части може да доведе до физически промени в свързаните части от тялото и да облекчи болката и дискомфорта.
Не съществуват твърди научни доказателства, че рефлексологията е ефективна за лечението на което и да е заболяване.